# Sven Holmer
Sven Theodor Holmer, född 7 maj 1911 i Uppsala församling, död 17 februari 1991 i Örebro Olaus Petri församling, var en svensk jurist och direktör.
Sven Holmer var son till apotekaren Theodor Holmer och Sigrid Berggren. Efter studentexamen i Uppsala 1931 och juris kandidatexamen 1935 gjorde han sin tingstjänstgöring i Västmanlands mellersta domsaga 1936–1938. Han blev drätselnotarie i Västerås 1939, stadsombudsman i Örebro 1943 och var lönedirektör där från 1959.
Han gifte sig 1936 med Elisabet Torbiörnsson (1913–1965) och var därefter från 1965 till sin död gift med Gurli Sjöström (1917–2006). I första giftet fick han barnen Jan 1938 och Kerstin 1941, gift med Sören Mannheimer.